# Joan Lamote de Grignon
Joan Lamote de Grignon i Bocquet (Barcelona, 7 de julio de 1872-11 de marzo de 1949) fue un pianista, compositor y director de orquesta español.

## Biografía

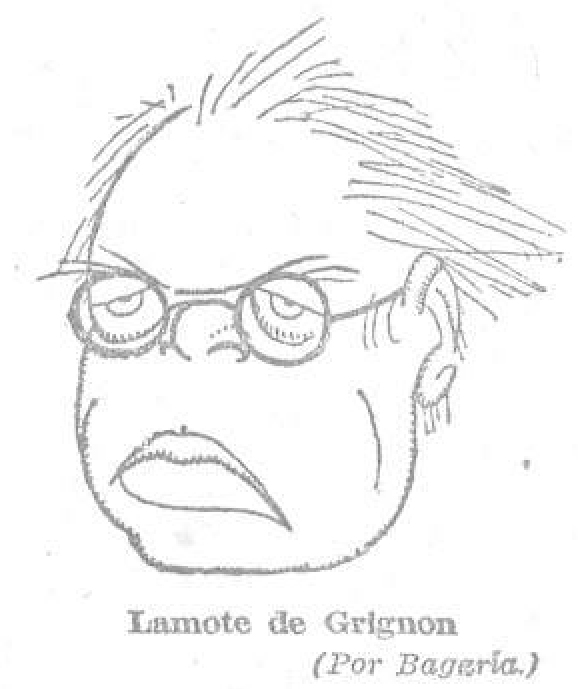
Caricaturizado por Bagaría en El Sol (1928)

En 1911 fundó la Orquesta Sinfónica de Barcelona, de la cual fue también director. Dirigió la Filarmónica de Berlín en 1913. Fue el sucesor de Celestí Sadurní en la dirección de la Banda Municipal de Barcelona a partir del 1914, desde donde promocionó a los jóvenes intérpretes y dotó a la Banda de un repertorio notable con gran reconocimiento, incluso en Europa. Tres años más tarde fue nombrado director del Conservatorio Superior de Música del Liceo de Barcelona. En 1943 fundó la Orquesta Municipal de Valencia, que dirigió hasta 1949. 
Su obra compositiva comprende unas ciento cincuenta canciones, el oratorio La nit de Nadal (1906), el drama lírico Hespèria (1907), una trilogía sinfónica, una sinfonía, una misa para dos voces y órgano, motetes y cantos espirituales, la marcha procesional Santa María de Ripoll, y la obra para piano El parc d'atraccions.
El fondo de Joan Lamote de Grignon se conserva en la Biblioteca de Cataluña.
Murió en 1949 y fue enterrado en el Cementiri de Sant Gervasi de Barcelona.
Su hijo Ricard Lamote de Grignon fue también compositor.